# Najwyżej położone schroniska w Karpatach polskich
Najwyżej położone schroniska turystyczne w Karpatach Polskich – tabelaryczne zestawienie 25 najwyżej położonych schronisk turystycznych w obecnych granicach Polski.
| Schronisko turystyczne                           | Wysokość w m n.p.m.          | Pasmo górskie              |
| ------------------------------------------------ | ---------------------------- | -------------------------- |
| Schronisko PTTK w Dolinie Pięciu Stawów Polskich | 1671                         | Tatry                      |
| Schronisko PTTK na Hali Gąsienicowej             | 1500                         | Tatry                      |
| Schronisko PTTK nad Morskim Okiem                | 1410                         | Tatry                      |
| Schronisko PTTK na Hali Kondratowej              | 1333                         | Tatry                      |
| Schronisko PTTK na Hali Miziowej                 | wg różnych źródeł 1330, 1274 | Beskid Żywiecki            |
| Schronisko PTTK na Hali Lipowskiej               | 1290                         | Beskid Żywiecki            |
| Schronisko PTTK na Hali Rysiance                 | 1290                         | Beskid Żywiecki            |
| Schronisko PTTK na Turbaczu                      | 1283                         | Gorce                      |
| Schronisko PTTK na Skrzycznem                    | 1250                         | Beskid Śląski              |
| Schronisko PTTK na Wielkiej Raczy                | 1236                         | Beskid Żywiecki            |
| Schronisko PTTK na Połoninie Wetlińskiej         | 1228                         | Bieszczady                 |
| Hotel Górski PTTK na polanie Kalatówki           | 1198                         | Tatry                      |
| Schronisko PTTK na Markowych Szczawinach         | 1180                         | Beskid Żywiecki            |
| Schronisko PTTK na Hali Krupowej                 | 1152                         | Beskid Żywiecki            |
| Schronisko PTTK na Polanie Chochołowskiej        | 1150                         | Tatry                      |
| Schronisko PTTK na Przehybie                     | 1150                         | Beskid Sądecki             |
| Bacówka PTTK na Rycerzowej                       | 1120                         | Beskid Żywiecki            |
| Ośrodek „Głodówka” na Polanie Głodówka           | 1120                         | Pogórze Spisko-Gubałowskie |
| Schronisko PTTK na Hali Ornak                    | 1108                         | Tatry                      |
| Schronisko PTTK na Hali Łabowskiej               | 1061                         | Beskid Sądecki             |
| Schronisko PTTK na Jaworzynie Krynickiej         | 1050                         | Beskid Sądecki             |
| Bacówka PTTK na Krawcowym Wierchu                | 1038                         | Beskid Żywiecki            |
| Schronisko PTTK na Klimczoku                     | 1034                         | Beskid Śląski              |
| Schronisko PTTK Roztoka                          | 1031                         | Tatry                      |

Na wysokości do 1000 m n.p.m. włącznie w Karpatach Polskich położone są jeszcze Schronisko PTTK na Luboniu Wielkim, Schronisko PTTK na Szyndzielni i Schronisko PTTK na Przełęczy Przegibek.
Po II wojnie światowej istniały jeszcze następujące schroniska położone powyżej 1000 m n.p.m.:
- Schronisko na Babiej Górze w Beskidzie Żywieckim – 1616 m n.p.m. – do 1949
- Bacówka PTTK na Lubaniu w Gorcach – ok. 1210 m n.p.m. – do 1978
- Schronisko pod Zawiesistą w Tatrach – 1050 m n.p.m. – do 1966